# Денис Габор
Денис Габор, CBE (на унгарски: Gábor Dénes, Габор Денеш) е унгаро-английски физик и електроинженер. През 1947 г. създава теория на холографията, за което получава Нобелова награда за физика през 1971 г. В основата на откритието стои методиката за възстановяване на вълновия фронт на светлината, отразена от предмета на изобразяване.

## Биография
Роден е на 5 юни 1900 г. в Будапеща. През 1924 г. започва да учи електроинженерство във Висшето техническо училище в Берлин. Често посещава Берлинския университет, където физиката претърпява бурно развитие и е представена от величия като Макс Планк, Алберт Айнщайн и др. Въпреки че по професия е електроинженер, Габор се занимава предимно с приложна физика. Докторатът му (1927) е разработка на един от първите високочестотни електронно-лъчеви осцилоскопи. Други негови изобретения са покрита с желязо магнитна електронна леща и кварцова живачна лампа с високо налягане на парите и молибденово запечатване. През 1927 г. започва да работи като учен-изследовател във фирмата „Сименс и Халске“ (днес Сименс АГ).
През 1933 г. напуска нацистка Германия и след кратък престой в Унгария окончателно се установява в Англия. Започва работа в град Ръгби, в компанията Томсън-Хюстън, които са заинтересовани от плазмената му лампа. През 1936 г. се жени за Марджъри Батлър. По това време прави първите си разработки в областта на комуникационните теории и създава система за стереоскопична кинематография. Работи в Томсън-Хюстън до 1948 г. През последната година от работата си там прави експерименти в областта на холографията, която по това време се нарича „реконструкция на вълновия фронт“. Обединявайки собствените си постижения с тези на Уилям Лорънс Браг и Фриц Цернике, Габор и асистентът му Айвър Уилямс създават първата холограма (холографията става значително по-качествена след изобретяването на лазера).
Умира на 9 февруари 1979 г. в Лондон на 78-годишна възраст.

## Признание
- 1956 – Става член на Лондонското Кралско научно дружество (Royal Society).
- 1964 – Избран е за почетен член на Унгарската Академия на науките.
- 1964 – Доктор на науките в Лондонския университет.
- 1967 – Получава медала Томас Янг на Лондонското физическо дружество.
- 1968 – Получава медала Албърт Мичълсън на Франклиновия институт, Филаделфия.
- 1968 – Получава Ръмфордовия медал на Лондонското Кралско научно дружество.
- 1970 – Почетен доктор на науките в Саутхемптънския университет.
- 1970 – Командор на Ордена на Британската империя.
- 1970 – Почетен медал на Института на електронните и електроинженерите.
- 1971 – Почетен доктор на науките на Технологичния университет в Делфт.
- 1971 – Нобелова награда за физика.

## Цитати
| „ | Не можем да предскажем бъдещето, но можем да го изобретим. | “ |